# Ferdinando Maggioni
Ferdinando Maggioni (5 de fevereiro de 1914 - 2 de dezembro de 1998) foi um prelado italiano da Igreja Católica que dedicou a primeira metade de sua carreira à educação no seminário, incluindo seis anos como Reitor do Pontifício Seminário Lombardo em Roma. Foi então bispo auxiliar de Milão de 1967 a 1980 e bispo de Alssandria de 1980 a 1989.

## Biografia
Ferdinando Maggioni nasceu em 5 de fevereiro de 1914 em Monza, Itália. Estudou no Pontifício Seminário Lombardo de outubro de 1931 a junho de 1935 e frequentou a Pontifícia Universidade Gregoriana no mesmo período.
Foi ordenado sacerdote da Arquidiocese de Milão em 26 de julho de 1936 pelo Cardeal Alfredo Ildefonso Schuster.
Ele ensinou teologia em Monza de 1935 a 1941 e desempenhou funções pastorais de 1941 a 1949. Ele foi diretor espiritual em outra faculdade até 1955 e depois reitor de outra faculdade até 1960, quando o cardeal Giovanni Battista Montini, arcebispo de Milão e posteriormente eleito Papa Paulo VI, o nomeou chefe do escritório arquidiocesano de educação.
Em 1961 sucedeu a Francesco Bertoglio como Reitor do Pontifício Seminário Lombardo, cargo que ocupou até 1967.
Em 14 de setembro de 1967, o Papa Paulo VI o nomeou bispo titular de Subaugusta e bispo auxiliar de Milão. Ele recebeu sua consagração episcopal em 29 de outubro de 1967 do Cardeal Giovanni Colombo, Arcebispo de Milão.
Em 17 de julho de 1980, o Papa João Paulo II o nomeou Bispo de Alexandria.
Aposentou-se após a nomeação do seu sucessor, Fernando Charrier, em 22 de abril de 1989. Maggioni morreu em 2 de dezembro de 1998, aos 84 anos.